# ختابال
ختابال(نام علمی: Cathayopterus) نام یک سرده از تیره شانه‌آروارگان است.